# Tall Poppy Syndrome
Tall Poppy Syndrome è il primo album in studio del gruppo musicale norvegese Leprous, pubblicato il 5 maggio 2009 dalla Sensory Records.

## Tracce
1. Passing – 8:31 (testo: Tor Oddmund Suhrke – musica: Tor Oddmund Suhrke, Einar Solberg, Øystein Landsverk)
2. Phantom Pain – 6:50 (testo: Halvor Strand – musica: Einar Solberg, Tor Oddmund Suhrke)
3. Dare You – 6:45 (testo: Tor Oddmund Suhrke – musica: Øystein Landsverk, Einar Solberg)
4. Fate – 4:38 (Tor Oddmund Suhrke)
5. He Will Kill Again – 7:31 (testo: Halvor Strand – musica: Einar Solberg)
6. Not Even a Name – 8:46 (testo: Halvor Strand – musica: Einar Solberg, Tor Oddmund Suhrke)
7. Tall Poppy Syndrome – 8:28 (testo: Tor Oddmund Suhrke – musica: Øystein Landsverk, Einar Solberg, Tor Oddmund Suhrke, Tobias Ørnes Andersen)
8. White – 11:31 (testo: Halvor Strand – musica: Øystein Landsverk, Einar Solberg)

## Formazione
Gruppo
- Einar Solberg – voce, tastiera, arrangiamento
- Tor Oddmund Suhrke – chitarra, voce, arrangiamento
- Øystein Skonseng Landsverk – chitarra, voce, arrangiamento
- Halvor Strand – basso, arrangiamento
- Tobias Ørnes Andersen – batteria, arrangiamento

Altri musicisti
- Shaving Ronald's Car – voce parlata (traccia 7)

Produzione
- Jonas Kjellgren – registrazione, missaggio, mastering